# DiIC1(5)
A DiIC1(5) (1,1′,3,3,3′,3′-Hexametilindotricarbociánium) szerves vegyület, mely a karbocianin festékek csoportjába tartozik. Két hidrofób láncot és egy pozitív töltésű nitrogénatomot tartalmaz. Hasonló festék többek között a DiOC6 is. 
Molekulatömege: 510.45 
Fluoreszcens jellemzői: Ex: 640 nm, Em: 657 nm.

## Felhasználása
Gyakran használt vegyület a tudományos kutatásokban, amelyet széles körben alkalmazzák jelzővegyületként a sejtek in vivo és in vitro  nyomon követésére, a mitokondrium belső membránjának feszültségkülönbségének zavarának észlelésére, valamint a mitokondriális funkció tanulmányozására. Festhető vele az endoplazmatikus retikulum, és a mitokondrium is.
A vegyület hatásmechanizmusa magában foglalja a festék felhalmozódását a mitokondriális membránban lipofil természetének és pozitív töltésének köszönhetően. A festéket a mitokondriumok felveszik és felhalmozódnak a membránban, ahol a membránpotenciál és a mitokondriális funkció vizsgálatára használható. Kimutatták, hogy a DiIC1(5) számos sejttípusban bioaktivitást és hatást mutat, beleértve a rákos sejteket, a neuronokat és az immunsejteket.

## Kémiai tulajdonságai
Lipofil tulajdonságai miatt a sejtmembránban dúsul és fluoreszcenciája megnövekszik a vizes közegbelihez képest. A vegyület extrém módon fényérzékeny és fototoxikus is, ezért rövid megvilágítási idő mellett használható (pl. áramlási citometria). 
100 nM alatti koncentrációban a vegyület főként a mitokondriumokban halmozódik fel, amelyek aktív membránpotenciállal rendelkeznek. A DiIC1(5) festék intenzitása csökken, amikor a sejteket olyan anyagokkal kezelik, amelyek megzavarják a mitokondriális membrán potenciált, például CCCP-vel.
A vegyület lehetséges terápiás és toxikus hatásai az adott sejttípustól és az alkalmazott koncentrációtól függenek. Alacsony koncentrációban a festéket általában biztonságosnak és nem mérgezőnek tekintik. Magas koncentrációban azonban a DiIC1(5) sejthalált indukálhat, és toxikus hatásai is lehetnek.